# SMS Cyclop (1916)
Pour les autres navires du même nom, voir SMS Cyclop.
Le SMS Cyclop était un navire de sauvetage de sous-marins de la Marine impériale allemande. Il a été conçu et construit spécifiquement pour le sauvetage des sous-marins.

## Construction
Peu de temps après que la marine impériale a eu pris livraison en 1906 de son premier sous-marin, l’U-1, la construction d’un navire spécial pour l’entretien et la récupération des sous-marins a commencé. Il a été lancé le 28 septembre 1907 sous le nom de SMS Vulkan, avant même que le deuxième sous-marin ne soit achevé. Cependant, avec l’augmentation de la taille des sous-marins et leur nombre croissant, ce navire ne répondait plus aux exigences, c’est pourquoi la planification d’un deuxième navire a commencé. Il a été construit par le chantier naval impérial de Dantzig et a été lancé en 1916 sous le nom de Cyclop. La date exacte du lancement est inconnue. En raison du plan de charge très rempli du chantier naval de Gdansk, le navire inachevé a été remorqué à Brême-Vegesack et terminé par Bremer Vulkan à Brême.

## Caractéristiques
Le Cyclop a été construit comme un catamaran et se composait de deux coques parallèles. Les deux coques ont été conçues comme des structures transversales et longitudinales en acier et ont été divisés en douze compartiments étanches. Le déplacement prévu du navire s’élevait à 4 010 t, le déplacement maximal était de 4 872 t. Le Cyclop avait une longueur totale de 94 m, la longueur à la ligne de flottaison étant de 86 m. Le tirant d'eau au déplacement maximal était de 6,31 m vers l’avant et de 5,1 m vers l’arrière. Les deux coques mesuraient chacune 4,75 m de large et étaient reliées par le pont. Le dock flottant ainsi formé avait une largeur de 10,5 m, ce qui représentait une augmentation significative par rapport au dock de 6,5 m de large du SMS Vulkan. La capacité de levage de 1 000 t était également deux fois plus importante que celle du bâtiment précédent.

## Propulsion
Le SMS Cyclop comportait deux moteurs à vapeur composés à trois cylindres disposés verticalement, un dans chaque coque. Tous deux actionnaient chacun une hélice d’un diamètre de 2,5 m. Quatre chaudières marines avec un total de huit fours et une surface de chauffage de 580 m² étaient disponibles pour la production de vapeur. Deux chaudières étaient situées dans chaque coque, chacune avec une chaufferie séparée et sa propre cheminée. Les chaudières à vapeur généraient une pression de 15 atm. Pour les alimenter, le navire transportait un approvisionnement en charbon de 290 tonnes. La machinerie générait une puissance de 1500 PSi et permettait au Cyclop d’atteindre une vitesse maximale de 9 nœuds. Deux gouvernails étaient disponibles pour diriger le navire, qui étaient également répartis entre les deux coques.

## Service
Après l’achèvement du navire en 1917, des essais en mer ont d’abord été effectués avec l’équipage du chantier naval. Les premiers essais de relevage ont eu lieu en juin 1918. Ce n’est que le 1er juillet 1918 qu’un équipage militaire monte à bord du Cyclop pour mettre officiellement le navire en service. Dans le même temps, le Ubootsbergungskommando a été formé, qui était subordonné à l’inspection sous-marine et dirigé par le commandant du Cyclop, le Korvettenkapitän John Roß . À bord du navire se trouvaient également des plongeurs et l’école des plongeurs de sauvetage. La seule mission digne d’être mentionnée lors de son utilisation par la marine impériale fut le renflouement du sous-marin UB-89, qui fut coulé le 21 octobre 1918 après avoir été éperonné par le petit croiseur SMS Frankfurt, devant l’écluse de Holtenau. Le Cyclop a renfloué le bateau quatre jours plus tard et l’a amené à Kiel pour des réparations.

## Destin
Après la fin de la guerre, la Triple-Entente exige la livraison des deux navires de sauvetage. Le Cyclop, qui n’avait pas été officiellement mis hors service, a donc navigué le 17 mars 1919 d’abord à Brunsbüttel. De là, le voyage s’est poursuivi le 4 avril en direction du site de livraison de Harwich. Le Cyclop a été remorqué par les remorqueurs Wendemuth et Loewer ainsi que par le Vulkan, leRetter et le Schelde. À partir de Heligoland, le petit croiseur  SMS Regensburg accompagnait également le groupe. Le matin du 6 avril, le Vulkan a coulé lors d’une tempête. Le Cyclop atteint Harwich et est remis à la Grande-Bretagne le 9 avril. L’équipage du navire de sauvetage a été ramené au pays à bord du Regensburg. Le Cyclop retourna également en Allemagne en 1923, mais seulement pour y être ferraillé.

## Commandants
- Korvettenkapitän John Roß : du 1er juillet 1918 à 1919
- Korvettenkapitän Hermann Riechers : de mars à avril 1919